# Zapasy na Letnich Igrzyskach Olimpijskich 1964 – kategoria do 70 kg w stylu wolnym
Zmagania mężczyzn do 70 kg to jedna z ośmiu męskich konkurencji w zapasach w stylu wolnym rozgrywanych podczas Letnich Igrzysk Olimpijskich 1964. Pojedynki w tej kategorii wagowej odbyły się w dniach 11 – 14 października.
Punktacja opierała się na systemie "złych punktów karnych". Zwycięzca otrzymywał zero punktów za wygraną przez "tusz" (łopatki), a jeden punkt za wygraną na punkty. Dwa punkty przyznawano zawodnikom za remis. Za porażkę na punkty zawodnik otrzymywał trzy punkty, a za przegraną na łopatki przyznawano 4 punkty karne. Uzyskanie sześciu lub więcej punktów eliminowało zapaśnika z turnieju. Najlepsza trójka walczyła w rundzie finałowej. 

## Klasyfikacja[1]
| Pozycja | Nazwisko                    | Kraj              |
| ------- | --------------------------- | ----------------- |
| 1       | Enju Wyłczew                | Bułgaria          |
| 2       | Klaus Rost                  | Niemcy            |
| 3       | Iwao Horiuchi               | Japonia           |
| 4       | Mahmut Atalay               | Turcja            |
| 5       | Abdollah Mowahhed           | Iran              |
| 6       | Jeong Dong-gu               | Korea Południowa  |
| 6       | Sarberg Beriaszwili         | ZSRR              |
| 6       | Gregory Ruth                | Stany Zjednoczone |
| 9       | Carlos Alberto Vario        | Argentyna         |
| 9       | Sidney Marsh                | Australia         |
| 9       | Djan-Aka Djan               | Afganistan        |
| 9       | Arto Savolainen             | Finlandia         |
| 9       | Kenny Stephenson            | Wielka Brytania   |
| 14      | Udey Chand                  | Indie             |
| 14      | Muhammad Bashir             | Pakistan          |
| 16      | Rodger Doner                | Kanada            |
| 16      | Stefanos Joanidis           | Grecja            |
| 16      | Dandzandardżaagijn Sereeter | Mongolia          |
| 16      | Matti Poikala               | Szwecja           |
| 20      | Alejandro Echaniz           | Meksyk            |
| 20      | Tony Greig                  | Nowa Zelandia     |
| 22      | Tham Kook Chin              | Malezja           |

## Wyniki

### Pierwsza runda[2]
| Zwycięzca         | Punkty karne | Wynik     | Przegrany                   | Punkty karne |
| ----------------- | ------------ | --------- | --------------------------- | ------------ |
| Mahmut Atalay     | 1            | Na punkty | Sarberg Beriaszwili         | 3            |
| Muhammad Bashir   | 1            | Na punkty | Stefanos Joanidis           | 3            |
| Udey Chand        | 1            | Na punkty | Arto Savolainen             | 3            |
| Enju Wyłczew      | 0            | Łopatki   | Tham Kook Chin              | 4            |
| Gregory Ruth      | 1            | Na punkty | Matti Poikala               | 3            |
| Iwao Horiuchi     | 1            | Na punkty | Dandzandardżaagijn Sereeter | 3            |
| Sidney Marsh      | 0            | Łopatki   | Alejandro Echaniz           | 4            |
| Abdollah Mowahhed | 1            | Na punkty | Kenny Stephenson            | 3            |
| Klaus Rost        | 1            | Na punkty | Rodger Doner                | 3            |
| Jeong Dong-gu     | 1            | Na punkty | Tony Greig                  | 3            |
| Djan-Aka Djan     | 1            | Na punkty | Carlos Alberto Vario        | 3            |

### Druga runda[3]
| Zwycięzca            | Punkty karne | Wynik     | Przegrany                   | Punkty karne |
| -------------------- | ------------ | --------- | --------------------------- | ------------ |
| Mahmut Atalay        | 2            | Na punkty | Stefanos Joanidis           | 6            |
| Sarberg Beriaszwili  | 4            | Na punkty | Muhammad Bashir             | 4            |
| Enju Wyłczew         | 0            | Łopatki   | Udey Chand                  | 5            |
| Arto Savolainen      | 3            | Łopatki   | Tham Kook Chin              | 8            |
| Iwao Horiuchi        | 2            | Na punkty | Matti Poikala               | 6            |
| Gregory Ruth         | 2            | Łopatki   | Dandzandardżaagijn Sereeter | 6            |
| Kenny Stephenson     | 4            | Na punkty | Alejandro Echaniz           | 7            |
| Abdollah Mowahhed    | 2            | Na punkty | Sidney Marsh                | 3            |
| Klaus Rost           | 1            | Na punkty | Tony Greig                  | 7            |
| Jeong Dong-gu        | 2            | Na punkty | Djan-Aka Djan               | 4            |
| Carlos Alberto Vario | 4            | Na punkty | Rodger Doner                | 6            |

### Trzecia runda[4]
| Zwycięzca            | Punkty karne | Wynik     | Przegrany        | Punkty karne |
| -------------------- | ------------ | --------- | ---------------- | ------------ |
| Mahmut Atalay        | 2            | Łopatki   | Muhammad Bashir  | 8            |
| Sarberg Beriaszwili  | 5            | Na punkty | Udey Chand       | 8            |
| Enju Wyłczew         | 0            | Łopatki   | Arto Savolainen  | 7            |
| Iwao Horiuchi        | 3            | Na punkty | Gregory Ruth     | 5            |
| Sidney Marsh         | 4            | Na punkty | Kenny Stephenson | 7            |
| Abdollah Mowahhed    | 3            | Na punkty | Jeong Dong-gu    | 5            |
| Klaus Rost           | 2            | Na punkty | Djan-Aka Djan    | 7            |
| Carlos Alberto Vario | 4            | Bez walki |                  |              |

### Czwarta runda[5]
| Zwycięzca           | Punkty karne | Wynik     | Przegrany            | Punkty karne |
| ------------------- | ------------ | --------- | -------------------- | ------------ |
| Mahmut Atalay       | 3            | Na punkty | Carlos Alberto Vario | 7            |
| Sarberg Beriaszwili | 6            | Na punkty | Enju Wyłczew         | 3            |
| Gregory Ruth        | 6            | Na punkty | Sidney Marsh         | 7            |
| Iwao Horiuchi       | 5            | Remis     | Abdollah Mowahhed    | 5            |
| Jeong Dong-gu       | 6            | Na punkty | Klaus Rost           | 5            |

### Piąta runda[6]
| Zwycięzca     | Punkty karne | Wynik     | Przegrany         | Punkty karne |
| ------------- | ------------ | --------- | ----------------- | ------------ |
| Iwao Horiuchi | 6            | Na punkty | Mahmut Atalay     | 6            |
| Enju Wyłczew  | 5            | Remis     | Abdollah Mowahhed | 7            |
| Klaus Rost    | 5            | Bez walki |                   |              |

### Runda finałowa[7]
| Zwycięzca    | Wynik     | Przegrany  |
| ------------ | --------- | ---------- |
| Enju Wyłczew | Na punkty | Klaus Rost |